# Hockey Pergine
L'A.S.D. Hockey Pergine è una squadra di hockey su ghiaccio di Pergine Valsugana (TN).
Il Pergine ha sempre militato nelle serie inferiori del campionato italiano, arrivando a vincere un campionato di Italian Hockey League, un campionato di Serie B2 e tre campionati di Serie C.

## Storia
L'ASD Hockey Pergine nacque nel gennaio 1982 da un gruppo di appassionati che si dava regolarmente appuntamento in via Canopi per il puro piacere agonistico. Dal divertimento alla pratica il passo è breve, nel 1983 con una maglia targata Italia, avuta dalla federazione, il neonato H. Pergine iniziò a disputare alcune amichevoli per poi lanciarsi nel vivo della competizione hockeystica l'anno successivo col suo primo campionato Landesliga.
Il 22 gennaio 1984 vi fu il battesimo del primo campo di hockey regolamentare a Costasavina, costruito con tanti sacrifici da atleti e dirigenti dell'H. Pergine. 
Per la speciale occasione vi fu anche il primo derby ufficiale tra le squadre locali, seguito da un caloroso pubblico di circa 400 persone.
Durante i primi 10 anni di attività il sodalizio è cresciuto, dotandosi anche di un settore giovanile in continua crescita. Grazie alla collaborazione con il Camporovere e con l'Asiago la squadra crebbe rapidamente, conquistando il primo titolo di campione provinciale e di vicecampione regionale nella stagione 1984/85. L'anno seguente riuscì nuovamente ad aggiudicarsi il titolo provinciale e forte di questa conquista, nella stagione 1987/88 si lancia nella sua prima Serie C nazionale, dove militò per altre quattro stagioni fino a conquistare il titolo nel 1991.
La società decise di impegnarsi a fondo e i due anni successivi furono all'insegna dell'allora serie B2, la quale vide vincitrice la compagine perginese al suo secondo anno nel campionato, con un supporto di oltre mille spettatori.
Dal 1995 è in funzione lo stadio del ghiaccio comunale di Pergine Valsugana, con piastra artificiale, poi coperto con una moderna struttura in legno lamellare nel 1998, che assicura la possibilità di svolgere l'attività sportiva per 8 mesi all'anno.
In tempi più recenti la squadra vinse altri due titoli di campione d'Italia Serie C. Il Pergine torna nel campionato di serie B nelle stagioni 2000/01 e 2001/02. Dalla stagione hockeystica successiva il Pergine ha militato nel campionato nazionale Serie C under 26.
Attualmente è particolarmente attivo il settore giovanile, con la fondamentale ed immancabile proposta dei corsi per l'avviamento all'hockey e con tutte le categorie rappresentate: under 8, under 11 (in collaborazione con H.C. Pinè), under 13, under 14, under 16 ed under 18, che partecipano ai rispettivi campionati provinciali, regionali e triveneti con buoni successi.
Alcuni ex atleti cresciuti nella società militano nei campionati maggiori.

### Anni 2010
Nel campionato 2010-11 il Pergine arriva in finale del campionato di serie C under 26 eliminando il più favorito Ora, ma venendo sconfitto dal Dobbiaco
Dalla stagione 2011-12 partecipa al campionato serie A2 (in seguito rinominato serie B), entrando così in competizione con le grandi società italiane per promuovere i propri talenti ed incoraggiare ulteriormente il nutrito vivaio giovanile. La stagione 2012-13 vede il Pergine riconfermare il suo impegno in A2, ma è una stagione condita, però, da problemi finanziari che la società ha difficoltà a risolvere; la stagione si concluderà così al settimo e penultimo posto di serie A2.
La stagione 2013-14 vede il ritorno del Pergine in serie B, dove si iscrivono anche società quali l'Alleghe Hockey e EV Bozen 84, che retrocedono anch'esse per problemi di sponsor e finanziari. La società si accorda poi con l'Asiago, di cui diventa farm-team. In questo campionato il Pergine si dimostra più competitivo, piazzandosi al 3º posto in regular season e concludendo i play-off alle semifinali, eliminato dall'Ora.
Nel campionato di Serie B 2014-15, divenuta la seconda divisione nazionale in seguito alla riforma dei campionati, il Pergine conclude la propria stagione regolare in quinta posizione, qualificandosi per i play-off. Nei quarti di finale (serie al meglio delle tre sfide), le linci incontrano l'Ora e, come la stagione precedente, elimina il Pergine in gara 3.
La stagione 2015-16 vede l'allargamento della Serie B a 16 squadre, con l'auto-retrocessione di Appiano, Caldaro, Egna e Milano Rossoblu e le nuove iscrizioni del Renon Jr. e del rifondato Fiemme. Le "linci" si qualificano ai playoff con l'ottava posizione, ma arrivano in finale eliminando la capolista Caldaro e Appiano, arrendendosi solo in finale con il Merano, che si aggiudica così il campionato di Serie B
Anche nella stagione 2016-17 partecipa al campionato di serie B, chiudendo la regular season in settima posizione e venendo poi eliminata dal Milano ai quarti di finale dei playoff. In Coppa Italia raggiunge le semifinali, nelle quali viene eliminata dall'Hockey Club Fiemme.

## Palaghiaccio
Attualmente la squadra gioca le partite interne presso lo Stadio del ghiaccio di Pergine si trova in località Costa di Vigalzano. Ha una capienza di 1500 posti e la sua inaugurazione risale al 1992.

## Palmarès
- Italian Hockey League IHL: 1 2023-2024
- Coppa Italia: 1

2023-2024
- Serie B2: 1

1992/1993
- Serie C: 3

1990-1991, 1995-1996, 1999-2000

## Giocatori dell'Associazione Sportiva Hockey Pergine

### Record di Punti
Dati aggiornati al termine della stagione 2015/16.
N.B.: Sono escluse dalle statistiche le presenze durante i playoff e nelle competizioni nazionali.
| Naz.              | Giocatore          | PG  | G  | A   | TP  |
| Naz.              | Giocatore          | PG  | G  | A   | TP  |
| ----------------- | ------------------ | --- | -- | --- | --- |
| Italia (bandiera) | Lino De Toni       | 122 | 59 | 121 | 180 |
| Italia (bandiera) | Michele Bertoldi   | 137 | 45 | 84  | 129 |
| Svezia (bandiera) | Pontus Morén       | 76  | 41 | 61  | 102 |
| Italia (bandiera) | Stefano Piva       | 141 | 41 | 55  | 96  |
| Italia (bandiera) | Davide Conci       | 81  | 57 | 34  | 91  |
| Canada (bandiera) | Troy Barnes        | 77  | 28 | 57  | 85  |
| Italia (bandiera) | Luca Rigoni        | 46  | 17 | 63  | 80  |
| Italia (bandiera) | Alessandro De Polo | 156 | 42 | 36  | 78  |
| Italia (bandiera) | Fabio Rigoni       | 163 | 28 | 46  | 74  |
| Italia (bandiera) | Franco Vellar      | 37  | 40 | 31  | 71  |

### Stranieri dell'Associazione Sportiva Hockey Pergine
| # | Nazionalità | Giocatori                    |
| - | ----------- | ---------------------------- |
| 2 | Svezia      | Per Braxenholm, Pontus Morén |
| 1 | Stati Uniti | Todd Jackson                 |
| 1 | Slovenia    | Milan Hafner                 |
| 1 | Canada      | Troy Barnes                  |
| 1 | Slovacchia  | Radovan Gabri                |